# Задорожній Олександр Вікторович
Олекса́ндр Ві́кторович Задорожній (нар. 26 червня 1960 — 12 травня 2017) — український юрист, політик та науковець. Завідувач кафедри міжнародного права Інституту міжнародних відносин Київського національного університету імені Тараса Шевченка. Доктор юридичних наук, професор, член-кореспондент Академії правових наук України, член Постійної палати третейського суду від України, президент Української асоціації міжнародного права.

## Біографія

### Ранні роки та освіта
Народився 26 червня 1960 року у селищі міського типу Красний Кут Луганської області.
У 1977 році вступив до факультету міжнародних відносин Київського університету імені Тараса Шевченка, який закінчив 1982 року.

### Наукова та викладацька діяльність
З жовтня 1982 року — асистент кафедри міжнародного права, з травня 1984-го — заступник секретаря університетського комітету комсомолу. У 1988 році захистив кандидатську дисертацію «Генезис і еволюція мондіалізму: міжнародно-правові аспекти», отримавши ступінь кандидата юридичних наук.
З травня 1988 року — заступник декана факультету міжнародних відносин, з вересня 1991-го — старший науковий співробітник, з 1993-го — доцент Київського університету імені Тараса Шевченка. У 1990 році Задорожній заснував юридичну фірму «Проксен», директором якої був до 1998-го.
У 2003 році став завідувачем кафедри міжнародного права Інституту міжнародних відносин Київського національного університету імені Тараса Шевченка. У грудні того ж року став член-кореспондентом Академії правових наук України. З 2006 до 2008 року був проректором з науково-педагогічної роботи Київського національного університету імені Тараса Шевченка.

### Політична діяльність
З травня 1998 по травень 2002 року — народний депутат України 3-го скликання, обраний по виборчому округу № 217. У 1999 році був довіреною особою кандидата у президенти України Леоніда Кучми у територіальному виборчому окрузі. У парламенті був членом фракції НДП, групи «Відродження регіонів», фракцій партій «Демократичний союз» та «Єдність». Був членом Комітету у закордонних справах і зв'язках з СНД та головою Комітету з питань правової політики.
З 2001 по 2004 рік був членом партії «Єдність», до цього був членом партії «Демократичний союз». З травня 2002 по травень 2006 року — народний депутат України 4-го скликання, обраний по виборчому округу № 213 у Києві при підтримці блока політичних партій «Єдність». З моменту обрання до січня 2005-го був постійним представником президента у Верховній Раді.
У парламенті 4-го скликання був членом фракції «Єдина Україна», груп «Народовладдя» та «Демократичні ініціативи Народовладдя», фракції партії «Єдина Україна», групи Народного блоку Литвина, входив до складу Комітету з питань правової політики. Називався сподвижником голови Адміністрації президента Віктора Медведчука при розробці та впровадженні політичної реформи 2004 року.
Співініціатор законопроєкту про судоустрій України 2002 р., що був прийнятий як Закон.
У квітні 2004 року президент Кучма призначив Задорожнього членом Постійної палати третейського суду від України. Тоді ж був призначений членом Вищої ради юстиції. З липня 2004 року входив до складу політвиконкому партії «Єдина Україна», яка в кінці 2005 року увійшла до складу «Батьківщини». У 2004—2005 році був довіреною особою кандидата у президенти України Віктора Януковича у територіальному виборчому окрузі № 217.
Під час політичної кризи навесні 2007-го Задорожній назвав указ президента Віктора Ющенка про розпуск Верховної Ради 5-го скликання незаконним. Він вів перевірку суддів Печерського суду, які ухвалювали рішення на користь Ющенка. Незадовго до того він критикував главу держави за повторне ветування закону про Кабмін, що розширяв повноваження уряду. У липні 2007 року Ющенко звільнив Задорожнього з Вищої ради юстиції з формулюванням «за порушення присяги».
Брав участь у дострокових парламентських виборах 2007 року за списком виборчого блоку «КУЧМА», який набрав 0,1 % голосів. У лютому 2008 року був призначений радником прем'єр-міністра України Юлії Тимошенко. Він очолив групу, яка працювала над проєктом нової конституції.
Помер 12 травня 2017 року у Німеччині після важкої хвороби. Похований в Києві, на Лісовому кладовищі.

## Родина
Дружина Галина Андріївна (народилася 1959 року) — економіст юридичної фірми «Проксен»; дочка Анна (народилася 1982 року) — юрист; син Олександр (народився 1994 року). Брат Андрій (народився 1968 року) — юрист, правозахисник.

## Нагороди
Заслужений юрист України (з 2000), орден «За заслуги» III ступеня (2004), почесна грамота Верховної Ради (2005), відзнака Вченої ради КНУ ім. Тараса Шевченка (2007).
Кавалер ордена «За заслуги» I ступеня (2020, посмертно).